# زافييه إلوير
زافييه إلوير (بالفرنسية: Xavier Eluère)‏ (8 سبتمبر 1897 – 5 فبراير 1967) هو ملاكم فرنسي راحل، مثّل بلاده في الألعاب الأولمبية الصيفية 1920.

## روابط خارجية
زافييه إلوير على موقع بوكس ريك (الإنجليزية) (registration required)
- زافييه إلوير على موقع أوليمبيديا (الإنجليزية)